# Château de Beynes

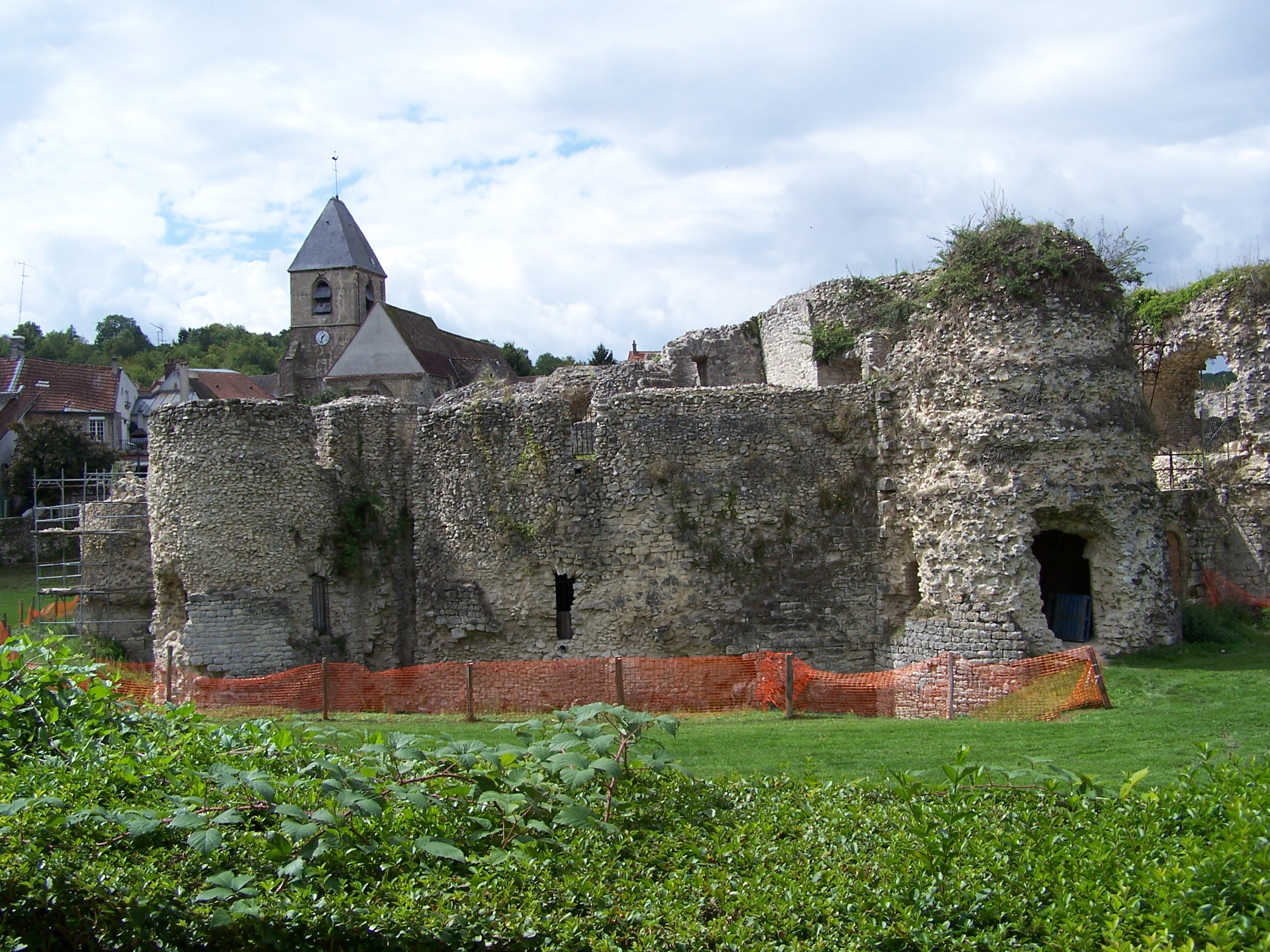
El Château de Beynes

El Château de Beynes es un castillo en ruinas en la comuna de Beynes en el departamento de Yvelines de Francia.

## Historia
La estructura original fue construida en 1073. Se realizaron trabajos posteriores en los siglos 13, 14 y 15.
El primer castillo, una mota castral, fue construido en el fondo del valle del río Mauldre, en una época en que los castillos se construían generalmente en terrenos elevados. Tenía un papel defensivo en ese momento, con el río como una línea de defensa occidental del dominio real francés, defendiendo contra Normandía y otros posibles combatientes. Fue propiedad de los ingleses durante la Guerra de los Cien Años.
Posteriormente, el castillo perdió su función defensiva tras la ampliación de los territorios reales. Hacia 1450, Robert d'Estouteville transformó el castillo en una residencia más cómoda al desmantelar el torreón y adaptar las fortificaciones a la incipiente artillería.
Otras transformaciones se realizaron durante el siglo XV, particularmente bajo Philibert de l'Orme.
En 1536, el castillo fue entregado a Diana de Poitiers por Enrique II.
El castillo fue abandonado por completo en el siglo XVIII, se convirtió en una ruina, y fue usado como cantera de rocas para las construcciones de la villa.

## Arquitectura

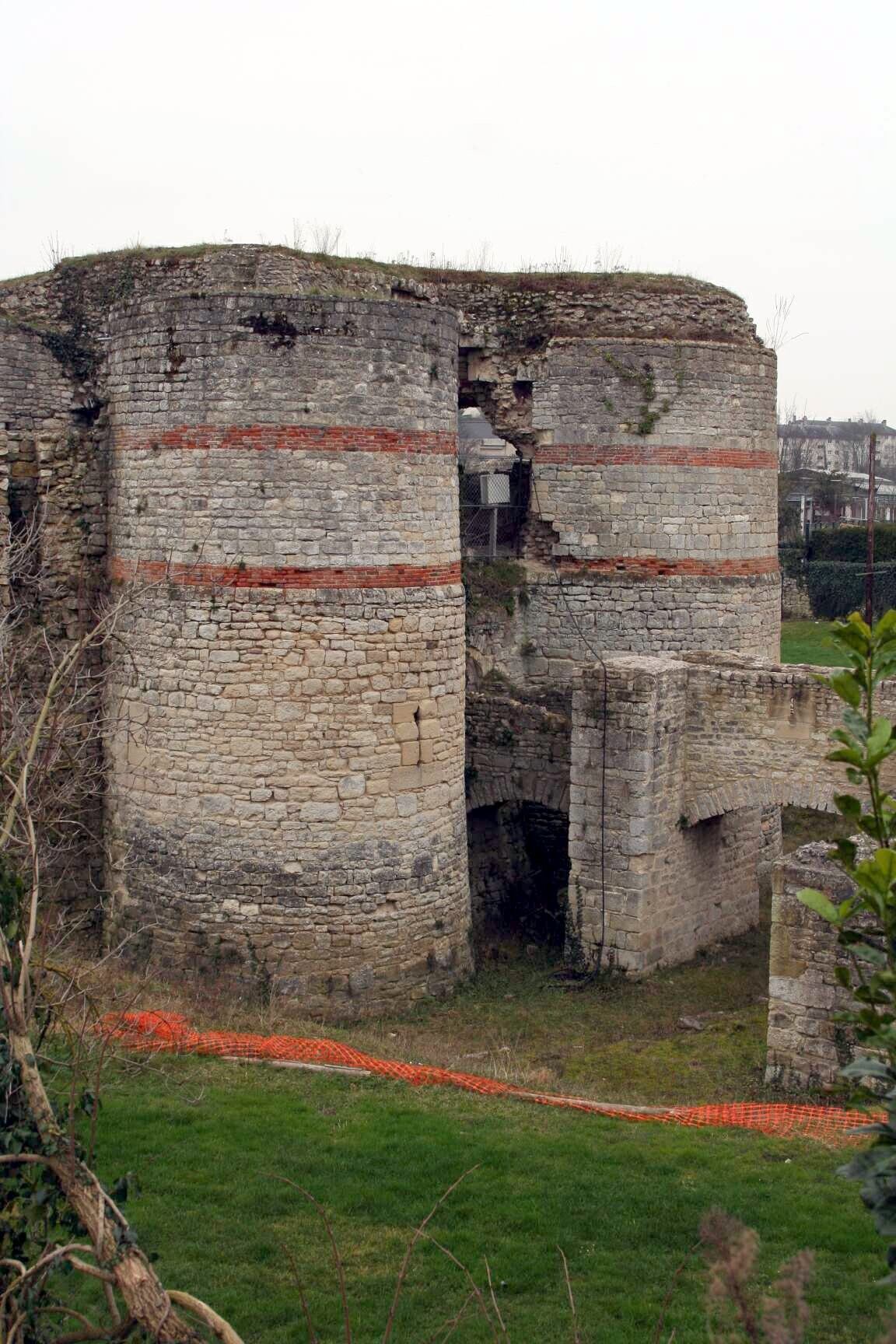
Puente de piedra entre el châtelet occidental y el barbacana.

El castillo posee una planta oval rodeada por un foso; los muros están protegidos por nueve torres.
Desde las transformaciones del siglo XV, un patio central pavimentado cruza el castillo. Dos châtelets (este y oeste) defienden las dos entradas al castillo, y una barbacana también protege el acceso oeste.
Todos los restos del castillo fueron catalogados como monumento histórico por el Ministerio de Cultura francés en noviembre de 1959. El castillo fue comprado por la comuna en 1967, y desde 1995 hasta 1999 las excavaciones y trabajos de consolidación han detenido su deterioro. Actualmente, una asociación está restaurando el castillo.